# Calle Sterling (línea de la Avenida Nostrand)
La Calle Sterling es una estación en la Línea de la Avenida Nostrand del metro de Nueva York. Localizada en Brooklyn en la intersección de la calle Sterling y la avenida Nostrand, y funciona con los trenes 2 (todo el tiempo), y el servicio de los trenes 5 (horas pico).
En esta estación al igual que en las otras, se encuentra una pieza de arte pero no tiene nombre ni autor.

## Conexiones de buses
- B43
- B44 al sur de Brooklyn College, Midwood y Sheepshead Bay; norte de Bedford-Stuyvesant y Williamsburg
- B49 vía Avenida Bedford y la Avenida Ocean ssur de Midwood, Sheepshead Bay y Manhattan Beach